# Collada del Clot d'Andol
La Collada del Clot d'Andol és un coll a 1.534 metres d'altitud situat en la carena que separa els termes de la Torre de Cabdella), a l'antic terme de Mont-ros, i de Baix Pallars (antic terme de Montcortès de Pallars). Separa, per tant, les comarques del Pallars Jussà i del Pallars Sobirà. És a Serra Espina, al sud de la Collada de Fàtiques i al nord del Cogulló, a l'oest-nord-oest de la borda de Moronat i al nord-est de la Roca de la Guineu.